# Jovellanos
Jovellanos là một đô thị và thành phố ở tỉnh Matanzas của Cuba. Thành phố này nằm ở phía đông của tỉnh, giáp với tỉnh Villa Clara.
Đô thị này được chia thành các barrio Asunción, Isabel, Realengo và San José.
Khu vực định cư này được thành lập năm 1842 với tên Corral de la Bemba ở khu vực một trại chăn nuôi cũ có tên Bemba. Khu định cư này có tên như hiện nay vào năm 1870 để vinh danh nhà văn Tây Ban Nha Gaspar Melchor de Jovellanos. Cùng năm đó khu định cư này được công nhận là villa (thị xã).
Jovellanos là một thị xã công nghiệp với các nhà máy còn các khu đồn điền mía đường ở các khu vực xung quanh.

## Dân số
Năm 2004, dân số đô thị Jovellanos là 58.685 người. với diện tích 505 km² (195 mi²), và mật độ dân số 116,2người/km² (301người/sq mi).